# گری بویر
گری بویر (انگلیسی: Gary Bowyer؛ زادهٔ ۲۲ ژوئن ۱۹۷۱) بازیکن فوتبال اهل بریتانیا است.
از باشگاه‌هایی که در آن بازی کرده‌است می‌توان به باشگاه فوتبال ناتینگهام فارست، باشگاه فوتبال هرفورد یونایتد، و باشگاه فوتبال روترهام یونایتد اشاره کرد.